# Parafia Nawiedzenia Najświętszej Maryi Panny w Karpaczu
Parafia Nawiedzenia Najświętszej Maryi Panny w Karpaczu – parafia rzymskokatolicka w dekanacie mysłakowickim, w diecezji legnickiej. Jej proboszczem jest ks. dr Paweł Oskwarek. Obsługiwana przez księży diecezjalnych. Erygowana w 1920.

## Proboszczowie po 1945
Źródło:
- 1. ks. Józef Lisowski 1945–1948
- 2. ks. Paweł Nowak 1948–1954
- 3. ks. Gerard Kuś 1954–1963
- 4. ks. Zbigniew Kirsch 1963–1977
- 5. ks. Franciszek Schirmer 1977–1996
- 6. ks. Zenon Stoń 1996–2018
- 7. ks. dr Paweł Oskwarek 2018 – nadal